# Vivian Wu
Vivian Wu (鄔君梅; Shanghai, 5 febbraio 1966) è un'attrice cinese naturalizzata statunitense.

## Biografia
Ha iniziato la sua carriera all'età di 15 anni nel Shanghai Film Studio. In seguito studierà alla Hawaii Pacific University. Nel 2006 ha sposato Oscar L. Costo.

## Filmografia

### Cinema
- L'ultimo imperatore (The Last Emperor), regia di Bernardo Bertolucci (1987)
- Guyver, regia di Screaming Mad George (1991)
- Tra cielo e terra (Heaven & Earth), regia di Oliver Stone (1993)
- Tartarughe Ninja III (Teenage Mutant Ninja Turtles III), regia di Stuart Gillard (1993)
- Il circolo della fortuna e della felicità (The Joy Luck Club), regia di Wayne Wang (1993)
- I racconti del cuscino (The Pillow Book), regia di Peter Greenaway (1996)
- 8 donne e ½ (8½ Women), regia di Peter Greenaway (1999)
- Dinner Rush, regia di Bob Giraldi (2000)
- Kinamand, regia di Henrik Ruben Genz (2005)
- Il ventaglio segreto (Snow Flower and the Secret Fan), regia di Wayne Wang (2011)
- Era mio nemico (The Chinese Widow), regia di Bille August (2017)

### Televisione
- Raven – serie TV, episodio 2x02 (1993)
- The Untouchables – serie TV, episodio 1x10 (1993)
- L.A. Law - Avvocati a Los Angeles (L.A. Law) – serie TV, episodio 8x07 (1993)
- La signora in giallo (Murder, She Wrote) – serie TV, episodi 10x01-12x12 (1993-1996)
- Vanishing Son – serie TV, 5 episodi (1994)
- I racconti della cripta (Tales from the Crypt) – serie TV, episodio 6x13 (1995)
- Highlander – serie TV, episodio 3x12 (1995)
- JAG - Avvocati in divisa (JAG) – serie TV, episodio 1x05 (1995)
- F/X – serie TV, episodio 1x10 (1996)
- Millennium – serie TV, episodio 2x17 (1998)
- La guerra dei bugiardi (A Bright Shining Light), regia di Terry George – film TV (1998)
- E.R. - Medici in prima linea (ER) – serie TV, episodio 7x05 (2000)
- Encrypt, regia di Oscar Costo – film TV (2003)
- Ghost Whisperer - Presenze (Ghost Whisperer) – serie TV, episodi 2x21-2x22 (2007)
- Away – serie TV, 10 episodi (2018)
- Station 19 – serie TV, episodio 4x13 (2021)
- Irma Vep - La vita imita l'arte (Irma Vep) – serie TV, episodi 1x04 e 1x07 (2022)
- Afterparty – serie TV (2023)

## Doppiatrici italiane
Nelle versioni in italiano delle opere in cui ha recitato, Megan Gallagher è stata doppiata da:
- Laura Boccanera in Tartarughe Ninja III, 8 donne e ½
- Roberta Paladini ne L'ultimo imperatore
- Isabella Pasanisi in Tra cielo e terra
- Roberta Greganti ne I racconti del cuscino
- Barbara De Bortoli in La guerra dei bugiardi
- Franca D'Amato ne Il ventaglio segreto
- Monica Ward in Station 19
- Tiziana Avarista in Away
- Giò Giò Rapattoni in Irma Vep - La vita imita l'arte
- Valentina De Marchi in Afterparty